# Josep Postius i Saura
Josep Postius i Saura (Puigcerdà, Cerdanya, 4 de novembre de 1914 - Sant Pere de Ribes, Garraf, 15 de març de 1993) fou un fotoperiodista català.
Estudià a l'Escola Pia de Puigcerdà i treballà en un primer moment al Banco Ceretano. Tot i haver-se iniciat en la professió a França, un cop finalitzada la guerra civil espanyola va tornar a Catalunya, on va treballar com a fotoperiodista per a diaris i revistes com Destino, Diari de Barcelona o La Vanguardia, entre d'altres. Fou amic de Tomàs Roig i Llop.
El 1984 va publicar un llibre sobre Dalí de títol Aquel Dalí, juntament amb Luis Romero. Quan es va jubilar va marxar a viure a un poble dels Pirineus. Abans de morir va donar el seu arxiu gràfic, amb més de 100.000 negatius, a l'Institut Municipal d'Història de Barcelona. També hi ha obres seves a l'Arxiu Fotogràfic de Barcelona.

## Fons personal

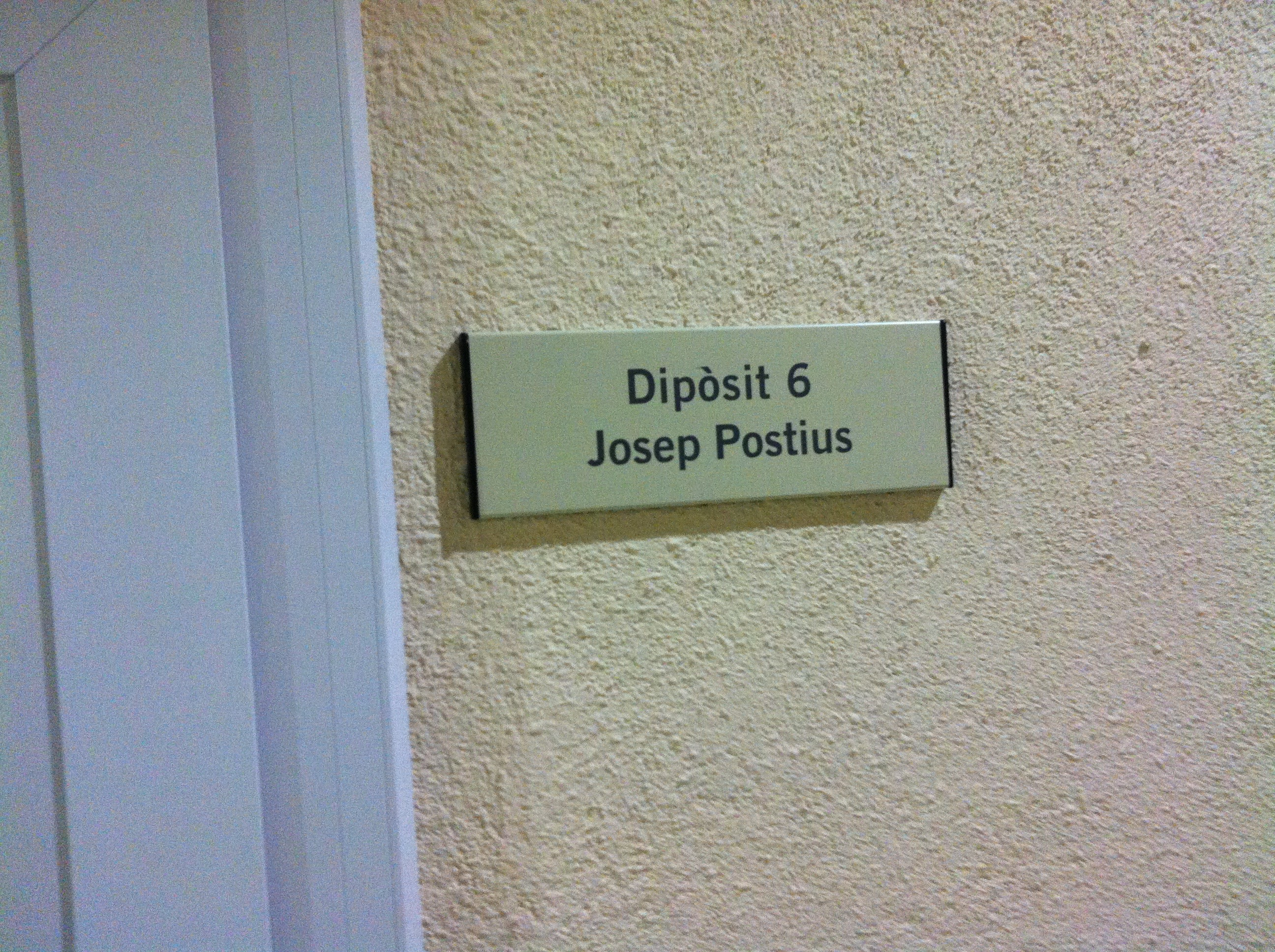
Postius dona nom a un dels dipòsits de l'Arxiu Fotogràfic de Barcelona 11

Part del seu fons personal es conserva a l'Arxiu Fotogràfic de Barcelona. El fons reuneix la producció generada com a fotògraf professional per Josep Postius i Saura. Majoritàriament són negatius que mostren la tasca realitzada durant els quaranta anys que va treballar com a reporter gràfic. Com a fotoperiodista, va fer fotografies dels actes polítics, culturals, esportius i d'oci del moment. L'àmbit en què més va treballar va ser el món de l'espectacle i les festes socials. Destaquen les fotografies fetes a Salvador Dalí.

## Selecció de llibres publicats
- Aquel Dalí. Barcelona: Argos Vergara, 1984. 4º. 190 pàg. ISBN 9788471788931
- Los Rincones de la Memoria. Barcelona: Ediciones B, 1990. 256 pàg. ISBN 9788440612830